# Llau de les Tres Peires
La llau de les Tres Peires és una llau del terme de Conca de Dalt, al Pallars Jussà, dins del seu antic terme de Toralla i Serradell, a l'àmbit del poble de Serradell.
Es forma al nord-est de les roques del Cornàs, des d'on davalla cap al sud-sud-est, el primer tram paral·lela al Cornàs i a ponent de les Tres Peires, que li donen el nom. Sempre en la mateixa direcció, arriba a la partida dels Corralets i poc després, a prop i a llevant de la Cova de Cuberes, aflueix en el barranc de les Boïgues.